# Lia, Norvegia
Lia este un sat din comuna Sør-Fron, provincia Oppland, Norvegia.